# Coppa Italia 1993-1994 (hockey su pista)
La Coppa Italia 1993-1994 è stata la 25ª edizione della principale coppa nazionale italiana di hockey su pista. La manifestazione si è conclusa il 6 gennaio 1994.
Il trofeo è stato conquistato dal Novara per la dodicesima volta nella sua storia.

## Risultati

### Finale
| Novara 6 gennaio 1994 | Novara | 2 – 0 | Roller Monza | Palasport Dal Lago |